# Ольшанец (Курская область)
Ольша́нец — хутор (бывшее село) в Железногорском районе Курской области. Входит в состав Линецкого сельсовета.

## География
Расположен в юго-восточной части района в 32 км к юго-востоку от Железногорска на правом берегу реки Усожи. Высота над уровнем моря — 199 м. Ближайшие населённые пункты — деревни Овсянниково и Нижнее Жданово. С севера хутор ограничен балкой Святой Лог, с юга — балкой Межевой Лог.

## История
Впервые упоминается в Писцовой книге 1683 года как Малый Ольшанец Колодезь. С первого десятилетия XVIII века в Ольшанце действовал православный храм, освящённый в честь Николая Чудотворца. В XVII—XVIII веках село входило в состав Усожского стана Курского уезда. 
По данным 1-й ревизии 1719 года в Ольшанце жили крепостные крестьяне, принадлежавшие помещикам Мозалевским: Ивану Афанасьевичу и его сыну Петру, Афанасию Афанасьевичу и его сыну Матвею. В то время в Ольшанце проживало 52 души мужского пола, вместе с женским полом — около ста человек.
По данным 3-й ревизии 1762 года крестьяне слободки Малой Ольшанки принадлежали коллежской асессорше Анне Фёдоровне Евсюковой и недорослю Николаю Ивановичу Евсюкову. В 1779 году Ольшанец вошёл в состав новообразованного Фатежского уезда.
В начале XIX века здесь с семьёй жил помещик Евтихий Иванович Мозалевский, которому принадлежало 12 крепостных крестьян. В 1803 году у Е. И. Мозалевского родился сын — будущий декабрист Александр Евтихиевич Мозалевский.
К моменту отмены крепостного права в 1861 году крестьяне Ольшанца и Жданова принадлежали следующим помещикам: детям Ивана Гринёва (8 душ мужского пола), подпоручику Павлу Евсюкову (90 д.м.п.), жене губернского секретаря Марии Шатохиной (11 д.м.п.), жене коллежского секретаря Елизавете Челюсткиной (20 д.м.п.). В 1861 году село вошло в состав Дмитриевской волости Фатежского уезда. В 1862 году в селе было 13 дворов, проживали 184 человека (93 мужского пола и 91 женского). 
В 1875 году в Ольшанце была открыта земская школа. В 1877 году в селе было 15 дворов, проживало до 102 человека. К тому времени село было передано в Нижнереутскую волость, в составе которой находилось до 1928 года. По данным земской переписи 1883 года село состояло из 2-х крестьянских общин, здесь проживали бывшие однодворцы Евсюковы (6 дворов), Зиновьевы (2 двора), Лысенковы (2 двора), а также бывшие помещичьи крестьяне — всего 102 человека. В 1900 году в Ольшанце проживало 206 человек (97 мужского пола и 109 женского), а в 1905 году — 122 (56 мужского пола и 66 женского).
После установления советской власти Ольшанец входит в состав Нижнеждановского сельсовета. С 1928 года в составе Фатежского района. После закрытия церкви село потеряло былой статус и стало хутором. В 1937 году в Ольшанце было 35 дворов. Во время Великой Отечественной войны, с октября 1941 года по февраль 1943 года, хутор находился в зоне немецко-фашистской оккупации. В декабре 1991 года вместе с Нижнеждановским сельсоветом был передан из Фатежского района в Железногорский район. В 2017 году, с упразднением Нижнеждановского сельсовета, Ольшанец был передан в Линецкий сельсовет.

## Храм Николая Чудотворца
Деревянный православный храм, освящённый в честь Николая Чудотворца, упоминается в Ольшанце, как минимум, с начала XVIII века. К приходу храма, помимо жителей села, было приписано также население соседних деревень Овсянниково и Жданово. 
В 1874 году было возведено последнее здание храма — деревянное на каменном фундаменте. 
16 декабря 1935 года вышло постановление Фатежского райисполкома о закрытии храма Николая Чудотворца в Ольшанце с 14 апреля 1936 года. Здание церкви сначала было передано под «культурные нужды», затем в течение нескольких десятилетий использовалось как склад. В церковной сторожке размещалась аптека. В 2008 году остатки деревянного сруба сгорели от подожжённой травы. На месте церкви остался только кирпичный фундамент.
Священники Николаевского храма
- Павел Филиппович Андриевский (19 апреля 1889 — 1892) — выпускник Курской Духовной семинарии. До назначения священником в Ольшанец служил дьяконом в Покровском храме Фатежа. В 1890 году утвержден законоучителем Ольшанского начального училища. В 1892 году переведён в храм Николая Чудотворца села Радубеж.
- Роман Брянцев — безместный священник, определённый к церкви под особое наблюдение местного благочинного.
- Василий Петрович Никольский (1895) — бывший дьякон села Спасского Щигровского уезда; в том же году переведён в слободу Прохоровку Обоянского уезда.
- Кронид Николаевич Беляев (1896 — 1913) — в 1912 году был награждён камилавкой. В 1913 году переведён в храм Георгия Победоносца села Игино.
- Евгений Алексеевич Тимонов (1913 — апрель 1917) — окончил курс Духовной семинарии в 1913 году. В 1917 году переведён в село Большой Колодезь Щигровского уезда.
- Виктор Афанасьевич Саньков (25 апреля 1917 — 14 апреля 1936) — последний священник ольшанской церкви. Бывший эконом Курского духовного училища. В сане дьякона окончил курс Курской учительской семинарии, выдержал экзамен и был определён священником в Ольшанец. Репрессирован в 1930-е годы.

В Государственном архиве Курской области хранятся метрические книги Николаевского храма за 1838, 1881, 1883, 1884, 1886, 1887, 1889, 1892, 1903, 1904, 1906—1909, 1911, 1912, 1914, 1915 и 1917 годы.

## Население
| 1862 | 1877 | 1883 | 1905 | 1979 | 2002 | 2010 |
| ---- | ---- | ---- | ---- | ---- | ---- | ---- |
| 184  | ↘102 | →102 | ↗122 | ↘55  | ↘26  | ↘17  |

## Персоналии
- Мозалевский, Александр Евтихиевич (1803—1851) — декабрист, участник восстания Черниговского полка.